# Dieter Schurr
Dieter Schurr (* 2. Dezember 1941; † 28. August 2024) war ein deutscher Fußballspieler. Der Mittelfeldspieler hat von 1964 bis 1972 für die Vereine Stuttgarter Kickers (1964 bis 1969) und SpVgg Ludwigsburg (1971/72) insgesamt 198 Spiele in der damals zweitklassigen Fußball-Regionalliga Süd absolviert und dabei 23 Tore erzielt. Bei Racing Straßburg hat er in der Ligue 1 von 1969 bis 1971 in der französischen Erstklassigkeit 56 Einsätze mit sieben Tore zu verzeichnen.

## Karriere
Dieter Schurr spielte als Fußballspieler in seiner Jugendzeit für den FV Faurndau, ehe er über die Stationen beim 1. Göppinger SV und 1. FC Eislingen aus der 1. Amateurliga Nordwürttemberg, zur Saison 1964/65 zum Zweitligisten Stuttgarter Kickers wechselte. Dort bestritt der Ballverteiler und Kombinationsspieler in der Regionalliga Süd 165 Partien für die Kickers und schoss dabei 19 Tore. In den Vereinsnachrichten der Kickers, aus der Saison 1968/69 wird beschrieben, dass gefühlvolles und präzises Abspiel eine besondere Stärke des „Motors“ Dieter Schurr sei. Er debütierte am Starttag der Runde 1964/65, den 9. August 1964, bei einem 2:0-Heimerfolg gegen den Freiburger FC in der Regionalliga. Er spielte im Kickers-Mittelfeld an der Seite von Pál Csernai. Herausragend waren für den vormaligen Amateurfußballer in seiner ersten Saison in der Regionalliga die zwei Begegnungen gegen den Meister und Bundesligaaufsteiger FC Bayern München: Am 2. September 1964 gewann der FC Bayern das Heimspiel mit 2:0, am 3. Januar 1965 das Auswärtsspiel mit 6:1 bei den „Blauen“ von Degerlochs Höhen. Gegen die Bayern-Offensive mit Rudolf Nafziger, Rainer Ohlhauser, Gerd Müller, Dieter Koulmann und Dieter Brenninger hatten die Schützlinge von Trainer Hans Eberle kein Gegenmittel zur Verfügung.
Als ab der Saison 1966/67 Georg Wurzer das Traineramt bei den Kickers übernahm, spielten die „Blauen“ ernsthaft um den Bundesligaaufstieg im Süden mit. Es reichte aber dreimal lediglich zum 4. Rang und Schurr nahm zur Saison 1969/70 das Angebot von Racing Straßburg aus der 1. französischen Liga an und wechselte nach Frankreich. In zwei Runden, 1969/70 und 1970/71, absolvierte er im Elsass für die Blau-Weißen vom Stade de la Meinau 56 Ligaspiele und erzielte sieben Tore. In seiner ersten Saison, 1969/70, belegte er mit Mitspielern wie Johnny Schuth (Torhüter), Wolfgang Kaniber, Philippe Piat, Jean-Noël Huck und Marc Molitor den 5. Rang. Schurr hatte in 33 Ligaeinsätzen zwei Tore erzielt. Das Team von Trainer Paul Frantz (bis Oktober 1970; April 1971 bis Ende der Saison) stieg aber nach der Runde 1970/71 aus der Ligue 1 ab und Schurr kehrte nach zwei Spielzeiten in der höchsten Liga Frankreichs wieder in den Stuttgarter Raum zurück und spielte 1971/72 für eine Spielzeit bei der SpVgg 07 Ludwigsburg, erneut in der Regionalliga Süd.
Mit Ludwigsburg erreichte Schurr mit Mitspielern wie Peter Jann (Torhüter), Rainer Lippert, Hans Hägele, Dieter Dollmann, Wolfgang Kubik und mit den Trainern Kurt Baluses und Gunther Baumann, welcher am Rundenende den am 28. März 1972 verstorbenen Baluses vertrat, den 15. Rang. Er hatte in 33 Einsätzen vier Tore erzielt.
Seine Karriere beendete er beim FV 04 Würzburg im bayerischen Amateurfußball.

## Privates
Am 30. November 1968 heiratete Dieter Schurr Heidi Luhr, die als Sekretärin auf der Geschäftsstelle der Kickers arbeitete.